# Coolpad
Coolpad Group Limited (кит. 酷派集團) — китайский производитель смартфонов, который зарегистрирован на Каймановых островах. Его основная дочерняя компания Yulong Computer Telecommunication Scientific (Shenzhen) Co., Ltd. , является китайской компанией по производству телекоммуникационного оборудования со штаб-квартирой в Шэньчжэнь, провинция Гуандун.

## История
Yulong Computer Telecommunication Scientific (Shenzhen) Co., Ltd. является дочерней компанией, полностью принадлежащей компании Coolpad Group, которая была зарегистрирована 29 апреля 1993 года в Шэньчжэне, Китай. Это было совместное китайско-иностранное предприятие, 52% акций которого принадлежало Shenzhen University Culture Technology Services , а 48% - компании Dickman Enterprises, зарегистрированной в Гонконге. Го Дэин был первым председателем Yulong, который позже стал крупнейшим акционером и председателем Coolpad Group. Он был преподавателем Шэньчжэньского университета, из которого он ушел в отставку, чтобы в том же году возглавить Юйлун. Контрольный пакет акций Dickman Enterprises принадлежал Цангу Дикману с 60% акций, которые Dickman Enterprises назначила его директором Yulong до июля 2001 года.
В 1999 году 52% акций Yulong, принадлежавших Шэньчжэньскому университету, были проданы жене и свекрови Го за 3,81 миллиона юаней. В июне 2001 года, оставшиеся 48% были также приобретены Го и его женой у Dickman Enterprises за 1.488 миллионов китайских юаней, в результате чего Гуо, его жена и его свекровь владели 100% акций Yulong. Компания сначала была производителем пейджеров. В 2002 году начала производить мобильные телефоны.

### Coolpad Group
Coolpad изначально был брендом смартфонов Yulong. В 2002 г. зарубежная холдинговая компания China Wireless Technologies Limited была зарегистрирована на Каймановых островах для приобретения акций Yulong; В 2004 году акции China Wireless Technologie были размещены на Гонконгской фондовой бирже , которая считалась международным / оффшорным рынком для компаний и граждан материкового Китая.
В 2003 году Китай выпустила первый китайский CDMA1X - смартфон с цветным дисплеем и вводом вручную записи. В следующем году компания выпустила телефон с двумя SIM-картами. В 2005 году компания выпустила телефон с двумя SIM-слотами, который мог работать одновременно в мобильных сетях GSM и CDMA, став первым производителем в мире, который его изобрел. В 2012 году Coolpad был одним из основных брендов, которые китайцы покупали на внутреннем рынке, наряду с китайскими брендами Lenovo , Huawei, ZTE и импортными брендами Samsung, Apple и Nokia.
Coolpad Group входила в список в Forbes. Однако в 2015 финансовом году компания пострадала от плохих продаж своих 3G- смартфонов, что привело к падению общей выручки на 41%; Благодаря 3% новому увеличению выручки от 4G- смартфонов и необычайной прибыли от продажи части доли Coolpad E-commerce компания избежала чистого убытка, но получила чистую прибыль в размере 2,3  млрд гонконгских долларов . В декабре 2014 года компания создала Coolpad E-commerce, совместное предприятие с Qihoo 360 в соотношении 55-45, но в середине 2015 года председатель и крупнейший акционер Гуо продал часть акций Coolpad Group конкуренту Qihoo 360, Цзя Юэтингу из LeEco Group, несмотря на то, что Цзя использовал зарубежную холдинговую компанию Lele Holding вместо внутренней компании LeEco. LeMobile, дочерняя компания LeEco, также была производителем смартфонов.
В декабре 2016 года Coolpad Group продала 80% акций дочерней компании Shenzhen Coolpad Mobile Tech, которая управляет брендом смартфонов ivvi, продав другой китайской технологической компании SuperD, которая специализируется на виртуальная реальность и дополненная реальность. Coolpad Group сохранила 20% акций Coolpad Mobile.
После приобретения Цзя Юэтинга Yulong / Coolpad Group также продавала запчасти для мобильных телефонов Lesai Mobile, ассоциированной компании Coolpad Group (у них был один и тот же крупнейший акционер Leview Mobile HK). Общая сделка была возобновлена 16 мая 2017 г .; в 2016 году стоимость общей сделки составила 192,774 млн гонконгских долларов.
В октябре 2017 года компания также вошла в отрасль недвижимости, подписав соглашение о сотрудничестве с китайским застройщиком, чтобы реконструировать свою старую штаб-квартиру в Шэньчжэне: «Информационная гавань Coolpad». В ноябре 2017 года Цзя Юэтин ушел в отставку с поста председателя и члена правления, через 4 месяца после того, как он ушел из дочерней компании Le.com. Еще два неисполнительных директора также последовали за Цзя в отставку, включая бывшего генерального директора Лю Цзянфэна, который уже ушел с поста генерального директора в середине 2017 года. Вскоре Цзя продал все принадлежащие ему акции в январе 2018 года.
В 2019 году, совет директоров отстранил исполнительного директора Цзян Чао Юй и главного исполнительного директора Чэнь Цзяцзюнь.

## Собственники и руководство
В 2015 году Цзя Юэтин стал вторым по величине акционером Coolpad; он стал крупнейшим акционером в следующем году. По состоянию на 31 декабря 2015 года Цзя принадлежало 17,92% акций. (через «Leview Mobile HK » ( китайский :樂 風 移動 香港), дочернюю компанию Lele Holding , зарегистрированной на Британских Виргинских островах; Цзя принадлежала 100% акций Lele Holding) [14] В августе 2016 года Lele Holding приобрела дополнительные 10,97% акций у основатель и бывший крупнейший акционер Го Дэин, что сделало Lele Holding крупнейшим акционером, владеющим 28,83% акций. [30] Гуо сохранил 9,22% акций как второй по величине акционер. In August 2016, Lele Holding purchased an additional 10.97% shares from the founder and former largest shareholder Guo Deying, making Lele Holding the largest shareholder for 28.83% shares. Guo retained 9.22% shares as the second largest shareholder.
Тем не менее, также сообщалось, что вышеупомянутые 11% принадлежали Le.com вместо этого (с 2016 года Le.com заявлял права собственности через фонд прямых инвестиций), который, по данным Coolpad, с января 2018 года принадлежал Zeal Limited. Дополнительные 18%, ранее принадлежавшие Цзя, были проданы Power Sun Ventures в том же месяце; Power Sun Ventures принадлежала Чену Цзяцзюню.
По состоянию на 31 декабря 2015 года остальные акции (около 61,95%) принадлежали мелким инвесторам, которым не требовалось раскрывать свои интересы в соответствии с разделом 336 Постановления о ценных бумагах и фьючерсах Гонконга. Несмотря на то, что все члены совета директоров Coolpad Group также владели небольшими пакетами акций, которые должны были раскрыть их интересы в соответствии с другим разделом постановления: Цзян Чао (0,59%), Ли Бинь (1,58%), Ли Ван (0,59%). %), а также независимых директоров Чан Кинг Чунг (0,01%), Хуан Дачжан (0,01%) и Се Вэйсинь (0,01%).